# 寶山車站

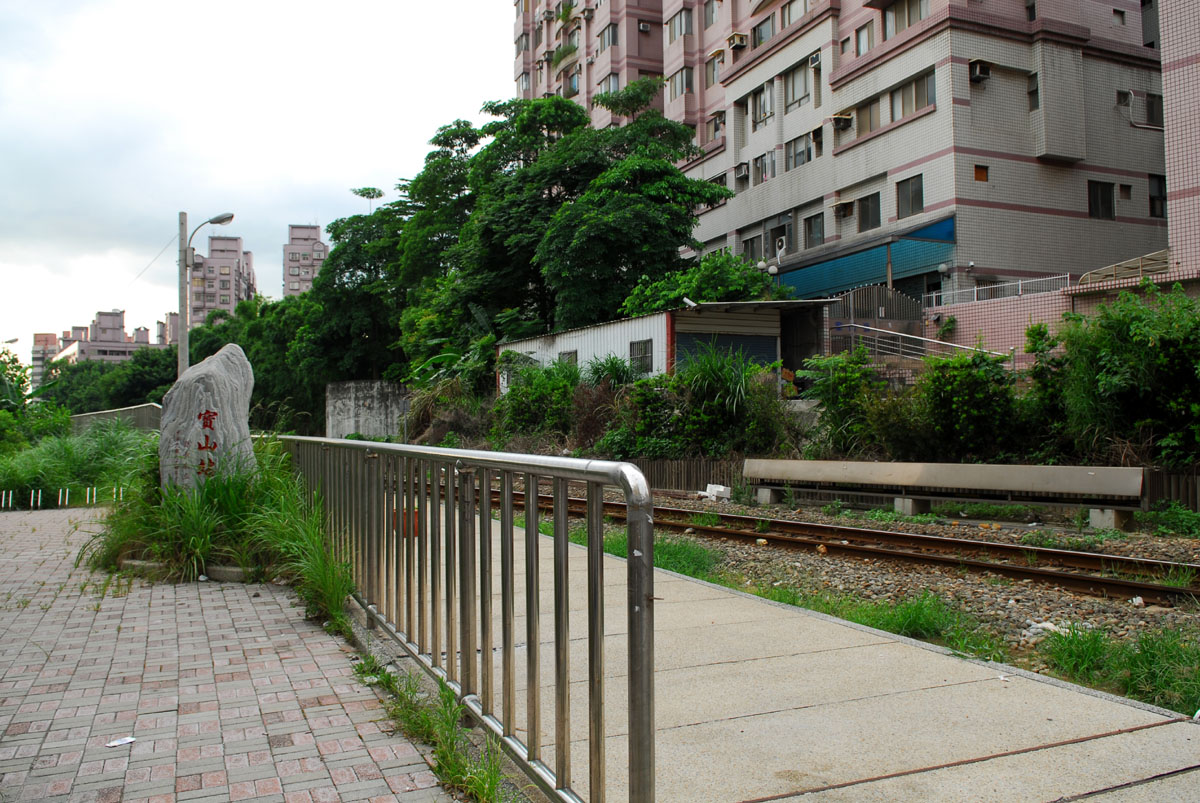
寶山車站入口處作為站名標示的景石。

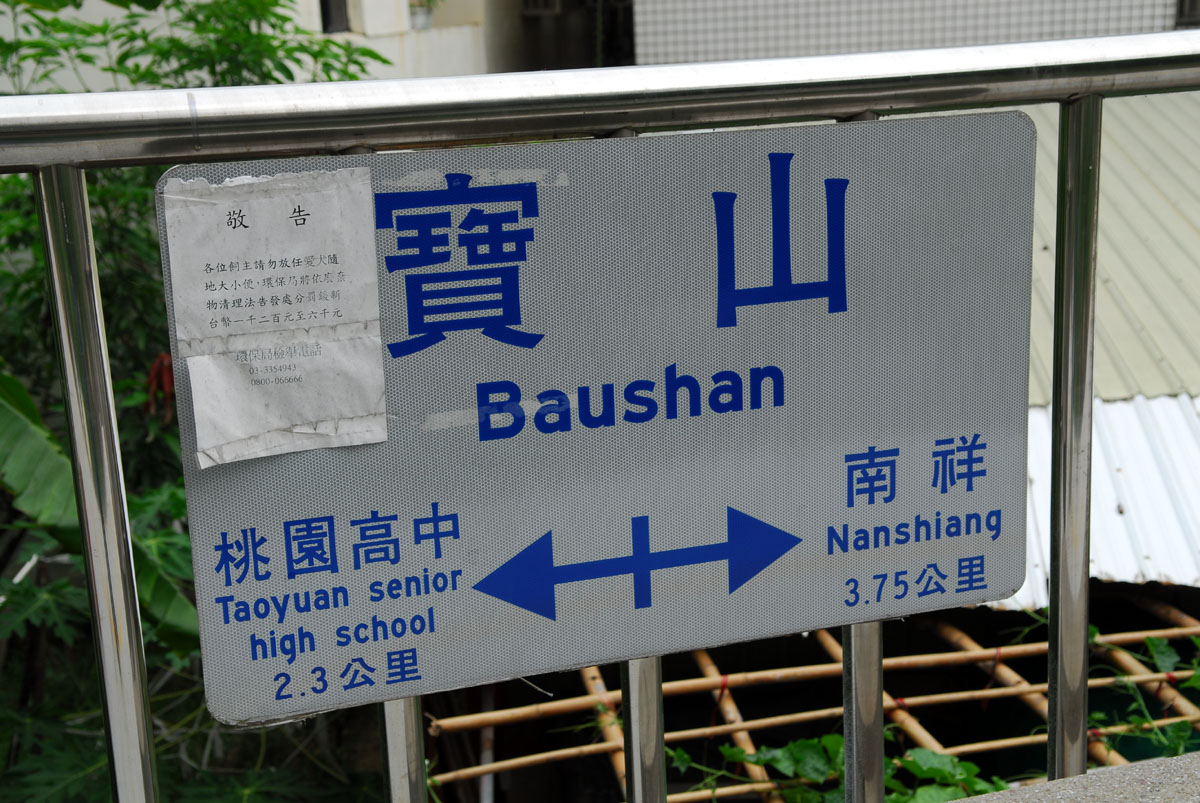
寶山車站的月台標示牌。

寶山車站是一曾存在於台灣桃園縣桃園市（今桃園市桃園區），已廢線的臺灣鐵路管理局林口線沿線的鐵路車站。

## 車站構造
- 岸式月台一座。

## 營運狀況
- 在林口線試辦客運期間，本站以鄰近之寶山街住宅大樓居民為其主要客源。

## 車站週邊
- 新光三越桃園大有店（已停業）
- 大業黃昏市場
- 慈濟桃園靜思堂
- 桃園大飯店（已停業）

## 歷史
- 2005年11月28日：正式通車，站名取自鄰近道路「寶山街」之名。
- 2012年12月28日：隨著林口線停駛而廢止。

## 外部連結
- 2023.10.29 桃林（桃園-林口）鐵路步道（自行車道）徒步遊 Mark的遊記 （页面存档备份，存于）
- 桃林鐵路爭建輕軌捷運 鄭文燦定調 自由時報 （页面存档备份，存于）

25°0′46.68″N 121°19′0.66″E / 25.0129667°N 121.3168500°E